# Sarrod
Sarrod ist ein Stadtteil von Steinau an der Straße im osthessischen Main-Kinzig-Kreis.

## Geographie

### Geographische Lage
Sarrod liegt im Norden des Main-Kinzig-Kreises etwa 8 km nordwestlich vom Hauptort im Vogelsberg. Durch den Ort führt die Landesstraße 3178.

### Nachbarorte
Sarrod grenzt im Norden an den Ort Rabenstein, im Osten an den Ort Ulmbach, im Südosten an Steinau, im Süden an den Ort Marborn, im Südwesten an den Ort Kerbersdorf, im Südwesten an den Ort Katholisch-Willenroth und im Nordwesten an den Ort Obersotzbach.

## Geschichte

### Ortsgeschichte
Die älteste bekannte schriftliche Erwähnung von Sarrod erfolgte unter dem Namen Sarrenroth im Jahr 1292. Hier wird Sarrod als Dorf bezeichnet. Im 15. Jahrhundert wird das Dorf als Wüstung und 1684 als adliges Gut erwähnt.
Im Zuge der Gebietsreform in Hessen wurde zum 1. April 1972 die Gemeinde Sarrod auf freiwilliger Basis in die Nachbargemeinde Ulmbach eingegliedert. Dabei wurden die Wohnplätze Rabenstein und Rebsdorf der ehemaligen Gemeinde Sarrod als eigene Ortsteile in der Gemeinde Ulmbach geführt.
Die Gemeinde Ulmbach wurde zum 1. Juli 1974 kraft Landesgesetz in die Stadt Steinau, heute „Steinau an der Straße“, eingemeindet. Alle Ortsteile vom Ulmbach (Sarrod, Rabenstein und Rebsdorf) wurden Stadtteile, für die je ein Ortsbezirk eingerichtet wurde.

### Verwaltungsgeschichte im Überblick
Die folgende Liste zeigt die Staaten und Verwaltungseinheiten, denen Sarrod angehört(e):
- 1684: Heiliges Römisches Reich, adliges Gut
- vor 1803: Heiliges Römisches Reich, Fürstabtei Fulda, Amt Uerzell
- ab 1803: Heiliges Römisches Reich, Fürstentum Nassau-Oranien-Fulda, Amt Uerzell[Anm. 2]
- 1806–1810: Staat des Fürstprimas,[Anm. 3] Fürstentum Fulda, Amt Salmünster
- 1810–1813: Großherzogtum Frankfurt, Departement Fulda, Distrikt Salmünster
- ab 1816: Kurfürstentum Hessen,[Anm. 4] Großherzogtum Fulda, Amt Salmünster[7]
- ab 1821/22: Kurfürstentum Hessen, Provinz Hanau, Kreis Salmünster[8][Anm. 5]
- ab 1830: Kurfürstentum Hessen, Provinz Hanau, Kreis Schlüchtern
- ab 1848: Kurfürstentum Hessen, Bezirk Hanau
- ab 1851: Kurfürstentum Hessen, Provinz Hanau, Kreis Schlüchtern
- ab 1867: Königreich Preußen,[Anm. 6] Provinz Hessen-Nassau, Regierungsbezirk Kassel, Kreis Schlüchtern
- ab 1871: Deutsches Reich, Königreich Preußen, Provinz Hessen-Nassau, Regierungsbezirk Kassel, Kreis Schlüchtern
- ab 1918: Deutsches Reich, Freistaat Preußen, Provinz Hessen-Nassau, Regierungsbezirk Kassel, Kreis Schlüchtern
- ab 1944: Deutsches Reich, Freistaat Preußen, Provinz Nassau, Landkreis Schlüchtern
- ab 1945: Deutsches Reich, Amerikanische Besatzungszone,[Anm. 7] Groß-Hessen, Regierungsbezirk Wiesbaden, Landkreis Schlüchtern
- ab 1946: Deutsches Reich, Amerikanische Besatzungszone, Hessen, Regierungsbezirk Wiesbaden, Landkreis Schlüchtern
- ab 1949: Bundesrepublik Deutschland, Hessen, Regierungsbezirk Wiesbaden, Landkreis Schlüchtern
- ab 1968: Bundesrepublik Deutschland, Hessen, Regierungsbezirk Darmstadt, Landkreis Schlüchtern
- ab 1972: Bundesrepublik Deutschland, Hessen, Regierungsbezirk Darmstadt, Landkreis Schlüchtern, Gemeinde Ulmbach
- ab 1974: Bundesrepublik Deutschland, Hessen, Regierungsbezirk Darmstadt, Main-Kinzig-Kreis, Stadt Steinau
- ab 1978: Bundesrepublik Deutschland, Hessen, Regierungsbezirk Darmstadt, Main-Kinzig-Kreis, Stadt „Steinau an der Straße“

## Bevölkerung

### Einwohnerstruktur 2011
Nach den Erhebungen des Zensus 2011 lebten am Stichtag dem 9. Mai 2011 in Sarrod 231 Einwohner. Darunter waren 3 (1,3 %) Ausländer.
Nach dem Lebensalter waren 42 Einwohner unter 18 Jahren, 108 waren zwischen 18 und 49, 48 zwischen 50 und 64 und 30 Einwohner waren älter.
Die Einwohner lebten in 84 Haushalten. Davon waren 21 Singlehaushalte, 18 Paare ohne Kinder und 39 Paare mit Kindern, sowie 6 Alleinerziehende und keine Wohngemeinschaften. In 9 Haushalten lebten ausschließlich Senioren und in 57 Haushaltungen leben keine Senioren.

### Einwohnerentwicklung
| • 1790: | 9 halbe Bauern, 5 Hintersiedler, 7 Hüttner |
| • 1812: | 22 Feuerstellen, 202 Seelen                |

| Sarrod: Einwohnerzahlen von 1812 bis 2022 | Sarrod: Einwohnerzahlen von 1812 bis 2022 | Sarrod: Einwohnerzahlen von 1812 bis 2022 | Sarrod: Einwohnerzahlen von 1812 bis 2022 | Sarrod: Einwohnerzahlen von 1812 bis 2022 |
| --- | ----------------------------------------- | ----------------------------------------- | ----------------------------------------- | ----------------------------------------- |
| Jahr |                                           |                                           |                                           | Einwohner                                 |
| 1812 | 1812                                      |                                           | 202                                       | 202                                       |
| 1834 | 1834                                      |                                           | 371                                       | 371                                       |
| 1840 | 1840                                      |                                           | 375                                       | 375                                       |
| 1846 | 1846                                      |                                           | 414                                       | 414                                       |
| 1852 | 1852                                      |                                           | 391                                       | 391                                       |
| 1858 | 1858                                      |                                           | 376                                       | 376                                       |
| 1864 | 1864                                      |                                           | 364                                       | 364                                       |
| 1871 | 1871                                      |                                           | 326                                       | 326                                       |
| 1875 | 1875                                      |                                           | 337                                       | 337                                       |
| 1885 | 1885                                      |                                           | 339                                       | 339                                       |
| 1895 | 1895                                      |                                           | 296                                       | 296                                       |
| 1905 | 1905                                      |                                           | 292                                       | 292                                       |
| 1910 | 1910                                      |                                           | 298                                       | 298                                       |
| 1925 | 1925                                      |                                           | 291                                       | 291                                       |
| 1939 | 1939                                      |                                           | 303                                       | 303                                       |
| 1946 | 1946                                      |                                           | 456                                       | 456                                       |
| 1950 | 1950                                      |                                           | 418                                       | 418                                       |
| 1956 | 1956                                      |                                           | 344                                       | 344                                       |
| 1961 | 1961                                      |                                           | 348                                       | 348                                       |
| 1967 | 1967                                      |                                           | 352                                       | 352                                       |
| 1970 | 1970                                      |                                           | 336                                       | 336                                       |
| 1980 | 1980                                      |                                           | ?                                         | ?                                         |
| 1990 | 1990                                      |                                           | ?                                         | ?                                         |
| 2000 | 2000                                      |                                           | ?                                         | ?                                         |
| 2008 | 2008                                      |                                           | 261                                       | 261                                       |
| 2011 | 2011                                      |                                           | 231                                       | 231                                       |
| 2015 | 2015                                      |                                           | 226                                       | 226                                       |
| 2022 | 2022                                      |                                           | 234                                       | 234                                       |
| Datenquelle: Historisches Gemeindeverzeichnis für Hessen: Die Bevölkerung der Gemeinden 1834 bis 1967. Wiesbaden: Hessisches Statistisches Landesamt, 1968. Weitere Quellen: LAGIS; Stadt Steinau; Zensus 2011 |                                           |                                           |                                           |                                           |

### Historische Religionszugehörigkeit
| • 1885: | 11 evangelische (= 3,24 %), 328 katholischer (= 96,76 %) Einwohner |
| • 1961: | 17 evangelische (= 4,89 %), 331 katholische (= 95,11 %) Einwohner  |

## Politik
Ortsbeirat
Für Sarrod besteht ein Ortsbezirk (Gebiete der ehemaligen Gemeinde Sarrod) mit Ortsbeirat und Ortsvorsteher nach der Hessischen Gemeindeordnung.
Der Ortsbeirat besteht aus drei Mitgliedern. Bei den Kommunalwahlen in Hessen 2021 betrug die Wahlbeteiligung zum Ortsbeirat 56,06 %. Alle Kandidaten gehören der „Freien Wählerliste Sarrod“ an. Der Ortsbeirat wählte Helmut Stein zum Ortsvorsteher.
Gemeindepartnerschaft
Zwischen der ungarischen Gemeinde Sarród im Kreis Sopron und Sarrod besteht seit dem Jahre 2000 eine Gemeindepartnerschaft.